# Paneče
Paneče – wieś w Słowenii, w gminie Laško. W 2018 roku liczyła 106 mieszkańców.